# Государственный строй Таиланда
Государственный строй Таиланда — наследственная конституционная монархия с элементами дуализма.
Монархом является Король Таиланда (тайск. พระมหากษัตริย์ไทย), который является главой Таиланда. 
С 1782 года королями являются представители династии Чакри, носящие имя Рама. В настоящее время король Маха Вачиралонгкорн, носящий имя Рама X, правит с 13 октября 2016 года. 
С 1932 года действует конституция. Король — лидер и национальный символ, стоящий над политикой, и поэтому он вмешивается в политические дела только когда это необходимо для предотвращения кровопролития. Хотя власть короля ограничена, его персона в стране неприкосновенна, хотя формально в стране действует свобода слова. За оскорбления, и даже критику, короля можно получить длительный тюремный срок. Даже наступивший на местные деньги может провести в заключении несколько лет.
Главой правительства является премьер-министр.
Законодательной властью обладает парламент. Однако король может в любой момент заблокировать принятый законодательный акт.